# Tríptico del altar de Santa Columba
El Tríptico del altar de Santa Columba es un retablo pintado al óleo sobre tabla hacia 1455 por Rogier van der Weyden para el altar de la iglesia de Santa Columba de Colonia que se exhibe actualmente en la Pinacoteca Antigua de Múnich. Cerrado mide lo que su tabla central (139,5 centímetros de alto por 153 de ancho) y desplegado alcanza a los 293 cm de anchura, sumando los setenta cm de cada panel lateral.

## Descripción
En la tabla central aparece la Adoración de los Reyes Magos. Las figuras están enmarcadas por un fondo arquitectónico, muestra de la influencia del reciente viaje de Van der Weyden a Italia, donde conoció la pintura del Renacimiento meridional, especialmente en la obra de Gentile da Fabriano.
Las figuras están dispuestas como en un friso, con la Virgen y el Niño colocados ligeramente a la izquierda del pilar central del portal de Belén, que se convierte en eje de la composición y que, anacrónicamente, incluye un crucifijo; Jesús recibe las ofrendas de los Reyes Magos que representan las tres edades del hombre (Melchor anciano, Gaspar adulto, Baltasar joven), y no las distintas razas, pues aún no era habitual la costumbre de representar a uno de ellos negro.
Los paneles laterales muestran la Anunciación (izquierda) y la Presentación de Jesús en el Templo (derecha).
El cromatismo, como es habitual en la pintura de Van der Weyden, es vivo y contrastado; se representan con minuciosidad los objetos, como corresponde a la escuela flamenca de pintura.